# 皮德維索凱 (伊凡諾-法蘭科夫斯克州)
48°33′26″N 25°31′18″E / 48.55722°N 25.52167°E
皮德維索凱（羅馬化：Pidvysoke）是烏克蘭西部的村莊，隸屬伊萬諾-弗蘭科夫斯克州的科洛梅亞區。該村始建於1443年，面積18平方公里，2001年人口2,519，人口密度每平方公里140.2人。